# Лаврентіс Махеріцас
Лаврéнтіс Махерíцас (грец. Λαυρέντης Μαχαιρίτσας; 5 листопада 1956 — 9 вересня 2019) — відомий грецький рок-музикант, композитор та автор пісень.

## Біографія

### Ранні роки
Лаврентіс Махеріцас народився у місті Волос 5 листопада 1956 року. Його захоплення музикою розпочалось в досить юному віці. З шести років Лаврентіс бере уроки фортепіано. У дев'ятирічному віці він придбає диск групи Бітлз «Help!», і з цього моменту починається його любов до музики, яка триває й досі.
Школьні роки видаються тяжкими для Лаврентіса, оскільки через суперечку з учителем, його відраховують із старших класів, при чому всіх шкіл країни, через це він змушений працювати. Махеріцас не затримується довго на жодній з робіт. Він працює барменом, офіціантом, паркувальником, також працівником на складі звукозаписуючої студії «Μίνως», але його звільняють через непунктуальність. Згодом, Лаврентіс йде до армії, де служить протягом 14 місяців.

### «Терміти»
Повернувшись з армії, Лаврентіс Махеріцас починає співати в дуеті з Паносом Дзавелласом. У віці 20 років, разом із двома друзями — Павлосом Кікрілісом та Димітрісом Васілакісом вони створюють групу P.L.J. і відправляються підкорювати Париж, поставивши за ціль створити музикальну кар'єру. В 1982 році з'являється їхній перший альбом, під назвою «Armageddon», який вважається одним із найкращих рок-альбомів Греції того часу. В 1984 році виходить другий альбом, а група бере нову назву — «Τερμίτες» (по аналогії з «Beatles») і починає співати рідною мовою — грецькою. Другий і третій диски «Термітів» привертають увагу публіки, і група починає активно співпрацювати з відомими музикантами, зокрема у створенні третього альбому бере участь Йоргос Даларас, що приносить їм нечувану популярність.

### Сольна кар'єра
Починаючи з 1989 року, Лаврентіс Махеріцас починає свою сольну кар'єру, випустивши альбом «Ο Μαγαπάς και η Σαγαπώ». Наступний альбом «Διδυμότειχο Blues» 1991 року стає золотим. Протягом своєї сольної кар'єри, Лаврентіс співпрацює з багатьма представниками грецької естради, такими як: Марія Фарандурі, Йоргос Даларас, Діонісіс Саввопулос, Дімітра Галані, Харіс Алексіу та багатьма іншими.
Махеріцас популярний вже протягом багатьох років, його пісні співають й інші виконавці. Він виступає в ролі композитора пишучи саундтреки до деяких фільмів та театральних постановок.

## Дискографія
| Рік  | Назва                              | Нагорода |
| ---- | ---------------------------------- | -------- |
| 1989 | Ο Μαγαπάς και η Σαγαπώ             | -        |
| 1991 | Διδυμότειχο Blues                  | Золото   |
| 1993 | Ρίξε Κόκκινο Στην Νύχτα            | -        |
| 1994 | Η Νύχτα Θα Το Πει                  | -        |
| 1995 | Παράθυρα Που Κούρασε Η Θέα         | -        |
| 1997 | Παυσίλυπον                         | Платина  |
| 1999 | Έτσι Δραπετεύω Από Τις Παρέες      | -        |
| 2000 | Ένας κι Ένας(OST)                  | -        |
| 2001 | Το Διάλειμμα Κρατάει Δυο Ζωές      | Платина  |
| 2003 | Στο Αφιερώνω                       | -        |
| 2004 | Χρειάζεται ένα θαύμα εδώ           | -        |
| 2005 | Αλκυονίδες Μέρες                   | -        |
| 2006 | Ήρωες με Καρμπόν                   | -        |
| 2007 | Τόσα χρόνια μια ανάσα              | Золото   |
| 2010 | Η Ενοχή των Αμνών                  | Платина  |
| 2012 | Οι άγγελοι ζουν ακόμα στη Μεσόγειο | -        |
| 2014 | Μία τρύπα στον καιρό … κύριε Μάνο  | -        |

## Музика для театру
- «Όπως σας αρέσει» του θεάτρου Τέχνης
- «Τρικυμία» του Σαίξπηρ
- «Ομήρου Ιλιάδα»
- «Ο πρίγκιπας και ο φτωχός»
- «Χωρίς οικογένεια»
- «Η θαλλασοχώρα»
- «Ο πεταλουδόσαυρος»
- «Τρωάδες»